# Songs in A Minor
Songs in A minor (en español: 'Canciones en La menor') es el álbum debut de la cantante y pianista de soul y R&B estadounidense, Alicia Keys. Fue lanzado al mercado el 5 de junio de 2001 en Estados Unidos. El álbum ha vendido más de 12 millones de copias en todo el mundo. Con este álbum, Keys ganó 5 premios Grammy en 2002, incluyendo el Grammy al "Mejor álbum de R&B".

## Historia y grabación
Después de graduarse en la escuela de Nueva York Professional Performing Arts School, Alicia Keys fue aceptada en la Universidad de Columbia. Después de cuatro meses decidió dejarlo para seguir con su carrera musical. Firmó un contrato para un demo con Jermaine Dupri y su sello So So Def. Keys coescribió y grabó una canción llamada «Dah Dee Dah (sexy thing)», que apareció en la banda sonora de la película de 1997, Men in Black. También contribuyó a las grabaciones de So So Def Christmas. Keys empezó escribiendo, produciendo y grabando el álbum en 1998. Lo terminó en ese mismo año, pero fue rechazado por Columbia Records. Keys explicó que los productores con los que trabajó le dirían que «mejorara en la cabina [de grabación] y cantara», lo que le frustró. Su contrato de grabación con Columbia terminó después de una discusión con el sello discográfico. Keys tocó entonces para Clive Davis, que notó una «especial, única» artista; compró el contrato de Keys de Columbia  y firmó para Arista, que posteriormente se disolvería.
Siguiendo a Davis a su nuevo sello J Records, Keys alquiló un apartamento y luchó para crear un álbum. Empezó escribiendo la canción «Troubles» y llegó a darse cuenta: «Que cuando el álbum empezó a terminarse. Finalmente, supe cómo estructurar mis sentimientos hacia algo que tenía sentido, algo que puede ser traducido a la gente. Que era un punto y aparte. Mi confianza estaba en alza, muy alta.» Keys aprendió cómo producir preguntando sus dudas a los productores e ingenieros; escribió, arregló y produjo la mayoría del álbum. Grabó las canciones «Rock wit U» y «Rear view mirrow», que están incluidas en la banda sonora de las películas Shaft (2000) y Dr. Dolittle 2 (2001), respectivamente. Una de las últimas canciones que grabó Keys fue «Fallin'». Un total de 32 canciones fueron grabadas para el álbum. Titulado originalmente Soul stories in A minor, el título del álbum fue cambido debido a que podría verse solo emitido en radios de música negra.

## Ediciones del CD
Edición normal
Existen diferentes versiones del CD Songs in A minor. La edición normal fue publicada por primera vez el 5 de junio de 2001 en EE. UU.. Son dieciséis canciones que incorporan piano clásico con canciones contemporáneas de R&B, soul y jazz. Canciones que, según Keys, son una «fusión de sus enseñanzas clásicas mezcladas con el material que ha ido escuchando [...] cosas a las que he estado expuesta y tomadas de mis experiencias en la vida». Y que Jane Stevenson de Jam! describió como «sonidos de la vieja escuela urbana y actitud puestas junto a piano clásico y dulces y cálidas voces».
Edición japonesa
Existe una versión japonesa publicada el 27 de febrero de 2002 que incluía «Rear view mirrow» y un remix de «Fallin'» y «A woman's worth».
Edición del Reino Unido
La versión en el Reino Unido incluía las canciones de la versión japónesa y una pista oculta, «Lovin' you».
Edición Remixed & unplugged
Existe una versión que incluye remixes y canciones en directo titulada Remixed & Unplugged in A Minor, en algunos países fue llamado Songs in A minor. Remixed and unplugged.
10th Anniversary Edition
También existe una versión que fue publicada en el décimo aniversario de su publicación, el 28 de junio de 2011. Es una edición especial publicada como relanzamiento del álbum. Las canciones extras incluyen nuevas canciones, versiones alternativas, versiones en directo y más, elegidas por Alicia Keys, el DVD incluye un documental nuevo sobre la grabación del álbum, más vídeos musicales.
Esta última edición tiene tres versiones:
Edición de lujo de 2CD:
CD1: El álbum original remasterizado
CD2: 6 canciones extra incluyendo nuevas canciones, versiones alternativas, versiones en directo. Más un vídeo nuevo de Chris Robinson «Fallin'/A woman's worth»
Edición CD/1-DVD
CD1: El álbum original remasterizado
CD2: 12 bonus tracks incluyendo nuevas canciones, versiones alternativas, versiones en directo y más.
DVD: Incluye un documental nuevo de la grabación Songs in A minor, más un vídeo nuevo de Chris Robinson «Fallin'/A woman's worth»
Edición de vinilo
Vinyl Edition

## Recepción
| Publicación          | Puntuación  |
| -------------------- | ----------- |
| Allmusic             | [ 17 ]      |
| Robert Chris         | (A-)        |
| Entertainment Weekly | (B)         |
| Los Angeles Times    | [ 20 ]      |
| NME                  | (9/10)      |
| PopMatters           | (favorable) |
| Rolling Stone        | [ 22 ]      |
| Slant Magazine       | [ 23 ]      |
| USA Today            | [ 24 ]      |
| The Washington Post  | (favorable) |

Después de su lanzamiento, Songs in A minor recibió en general críticas positivas de los críticos musicales, quienes alabaron a Keys por su sonido vintage y madurez musical. En Metacritic, que normalmente asigna unas puntuaciones sobre la base de 100 para críticas del mercado comercial, recibió una media de 78 basado en 10 críticas. El sonido de Keys fue comparado con otros músicos de soul , incluyendo a Aretha Franklin, Stevie Wonder, Billie Holiday, Laura Nyro, Jill Scott, Prince y Lauryn Hill. Dándole una puntuación de 9/10, Sam Faulkner de NME describió el equilibrio entre música clásica contemporánea y retrospectiva como un «acto de un puro genio». Steve Jones de USA Today le dio al álbum tres de cuatro estrellas y alabó la musicalidad de Keys, diciendo que «Keys tiene ya una madurez musical, artística y temática que muchos de los artistas experimentados nunca llegan a alcanzar». En The Washington Post, Richard Harrington escribió positivamente sobre la influencia musical de Keys en el álbum y expresó que tenía «madurez vocal e instintos de escritura a pesar de su edad». El crítico de PopMatters Mark Anthony Neal alabó la instrumentalización de Keys en el álbum y lo llamó «un debut brillante, distintivo de una artista que claramente tiene un fino sentido de sus talentos creativos» En su guía para el consumidor en The Village Voice, Robert Christgau dio a Songs in A minor una A- (8'5), indicando «la clase de garden-variety buena grabación que es un gran lujo de música del micromarketing y la sobreproducción. Cualquiera abierto a su estética disfrutará más de la mitad de sus canciones».
Russell Baillie en The New Zealand Herald afirmó que Keys «podía indicar tener talento abundante junto a un claro homenaje vintage al soul», pero expresó que las canciones «no añaden nada de particular». La actuación vocal de Keys fue alabada; Sal Cinquemani de Slant Magazine declaró que Keys muestra un «rango poderoso, probando que puede cantar con lo mejor de él». Las críticas también agregaron sus letras como una parte de su voz y de su capacidad musical. En Entertainment Weekly, Beth Johson dijo que la segunda mitad del álbum estaba llena de «temas tristes adolescentes», pero lo nombró como un álbum prometedor. Dándole 3 de 5 estrellas, en Rolling Stone Barry Walters notó su voz más madura que su manera de componer los temas. El escritor de Los Angeles Time Robert Hilburn dio al álbum tres de las cuatro estrellas y escribió que es «un caso convincente de que va hacia un camino tanto comercial como creativo». En una crítica retrospectiva, Allmusic a través de su crítico Thomas Erlwine sintió que la música del álbum era «suficientemente rica para compensar los errores en la composición [...] testimonio de las habilidades de Keys como música», mientras que lo nombraba como «un comienzo asegurado, exitoso que mereció su inmediata aclamación y que envejece bien».

## Lista de canciones
Todas las canciones escritas y compuestas por Alicia Keys salvo indicadas. 
| N.º | Título                            | Escritor(es)                                    | Duración |  |
| 1.  | «Piano & I»                       | Alicia Keys                                     | 1:52     |  |
| 2.  | «Girlfriend»                      | Alicia Keys, Jermaine Dupri, Joshua Thompson    | 3:34     |  |
| 3.  | «How Come U Don't Call Me?»       | Prince                                          | 3:57     |  |
| 4.  | «Fallin'»                         |                                                 | 3:30     |  |
| 5.  | «Troubles»                        | Alicia Keys, Kerry Brothers                     | 4:28     |  |
| 6.  | «Rock with U»                     | Alicia Keys, Tenisha Smith, Kerry Brothers, Jr. | 5:36     |  |
| 7.  | «A woman's worth»                 | Alicia Keys, Erika Rose                         | 5:03     |  |
| 8.  | «Jane Doe»                        | Alicia Keys, Kandi Burruss                      | 3:48     |  |
| 9.  | «Goodbye»                         |                                                 | 4:20     |  |
| 10. | «The life»                        | Alicia Keys, Tenisha Smith, Kerry Brothers, Jr. | 5:25     |  |
| 11. | «Mr. Man» (con Jimmy Cozier)      | Alicia Keys, Jimmy Cozier                       | 4:09     |  |
| 12. | «Never felt this way» (Interlude) | Brian McKnight                                  | 2:01     |  |
| 13. | «Butterflyz»                      |                                                 | 4:08     |  |
| 14. | «Why do I feel so sad»            | Alicia Keys, Warryn Smiley Campbell             | 4:25     |  |
| 15. | «Caged bird»                      |                                                 |          |  |
| 16. | «Lovin' U» (Pista oculta)         |                                                 | 3:49     |  |

| Versión británica. |                           |          |  |
| N.º                | Título                    | Duración |  |
| 17.                | «Fallin'» (Remix)         | 4:15     |  |
| 18.                | «A woman's worth» (Remix) | 10:38    |  |

| Versión japonesa. 22 de julio de 2002 |                                      |          |  |
| N.º                                   | Título                               | Duración |  |
| 16.                                   | «Rear view mirror»                   | 4:06     |  |
| 17.                                   | «Fallin'» (Extended remix)           | 4:18     |  |
| 18.                                   | «A woman's worth» (Remix Radio Edit) | 4:24     |  |

## Remixed & Unplugged in A Minor
Después de Songs in A Minor, Keys lanzó Remixed & Unplugged in A Minor el 22 de octubre de 2002 por J Records, una versión alternativa del álbum que contenía algunas de las canciones originales en versión remix o unplugged. La parte en directo fue grabada el 10 de agosto de 2002, en KeyArena en Seattle, Washington.

### Lista de canciones

#### Remixed
Todas las canciones escritas y compuestas por Alicia Keys, salvo indicadas. 
| Remixed & Unplugged in A Minor. Canciones remixadas. |                                              |          |  |
| N.º                                                  | Título                                       | Duración |  |
| 1.                                                   | «Girlfriend» (KrucialKeys sista girl mix)    | 3:27     |  |
| 2.                                                   | «Gangsta lovin'» (Eve con Alicia Keys)       | 3:59     |  |
| 3.                                                   | «Fallin'» (Remix con Busta Rhymes & Rampage) | 3:56     |  |
| 4.                                                   | «A woman's worth»                            | 3:20     |  |
| 5.                                                   | «Butterflyz» (Roger's release mix)           | 3:54     |  |
| 6.                                                   | «Troubles» (J-Jay & Chris Lum bootleg mix)   | 4:24     |  |
| 7.                                                   | «How Come U Don't Call Me?» (Neptunes Remix) | 4:23     |  |
| 8.                                                   | «Fallin'» (Ali version)                      | 4:30     |  |

#### Unplugged
Grabado el 10 de agosto de 2002 en el KeyArena, Seattle, Washington

Todas las canciones escritas y compuestas por Alicia Keys, salvo indicadas. 
| Remixed & Unplugged in A Minor. Canciones en unplugged. |                                                                |          |  |
| N.º                                                     | Título                                                         | Duración |  |
| 9.                                                      | «Moonlight Sonata/L'Interludio, Ambivalente/Ain't Misbehavin'» | 2:22     |  |
| 10.                                                     | «Goodbye»                                                      | 2:49     |  |
| 11.                                                     | «Never Felt This Way»                                          | 1:45     |  |
| 12.                                                     | «Butterflyz»                                                   | 0:52     |  |
| 13.                                                     | «Caged Bird»                                                   | 2:03     |  |
| 14.                                                     | «I Got a Little Something for You»                             | 1:45     |  |
| 15.                                                     | «Someday We'll All Be Free»                                    | 6:24     |  |

## Créditos
- Alicia Keys – voz, coros, productor musical, productor ejecutivo, arreglos, piano, instrumentos de teclados, instrumentación, concepto de piano, programación digital, arreglos de voz, arreglos de cuerda
- A & C Productions – cuerdas
- Allie – director creativo, director artístico
- Arden Altino – teclados, productor
- Miri Ben-Ari – violín, tecvlado, cuerdas, productor
- Kerry Brothers, Jr. – productor, programación digital, programación de percusión, ingeniero, productor del concepto
- Gerry Brown – ingeniero de sonido, mezclador de sonido
- Kandi Burruss – coros, productor, arreglista
- Ralph Cacciuri – ingeniero
- Cato – concepto de guitarra
- Jimmy Cozier – voz, productor
- Brian Cox – teclados
- Clive Davis – productor ejecutivo
- Jermaine Dupri – productor
- Tony Duran – fotografía
- Peter Edge – productor ejecutivo
- Russell Elevado – mezclador
- Gerald "G" Flowers – guitarra
- Reggie Flowers – fills
- Vic Flowers – guitarra bajo
- Brian Frye – ingeniero
- Richie Good – bajo, contrabajo
- Paul L. Green – coros
- Andricka Hall – coros
- Isaac Hayes – Piano Rhodes, arreglos de cuerda, arreglos de flauta
- Norman Hedman – instrumentos de percusión
- Ricky St. Hillaire – ingeniero
- Rufus Jackson – bajo
- Acar Key – ingeniero
- Manny Marroquin – mezclador
- Tony Maserati – mezclador
- Brian McKnight – instrumetnación, productor
- Cindy Mizelle – coros
- Anthony Nance – programación de percusión
- Nowhere – diseño, diseños de logotipos
- John Peters – órgano
- Herb Powers, Jr. – mezclador de sonido
- Jeff Robinson – productor ejecutivo, mánager
- Tammy Saunders – coros
- Tim Shider – bajo, concepto de bajo
- Mary Ann Souza – ingeniero asistente
- Phil Tan – mezclado
- Dionne Webb – peluquería
- Arty White – guitarra
- Patti Wilson – estilista
- Kela Wong – maquillaje
- Chris Wood – ingeniero

## Posicionamiento
| Lista (2001/2002)                | Posición más alta |
| -------------------------------- | ----------------- |
| Australian Albums Chart          | 3                 |
| Austrian Albums Chart            | 4                 |
| Belgian Albums Chart (Flandes)   | 8                 |
| Belgian Albums Chart (Walonia)   | 10                |
| Canadian Albums Chart            | 2                 |
| Dutch Albums Chart               | 1                 |
| Danish Albums Chart              | 4                 |
| European Top 100 Albums          | 5                 |
| Finnish Albums Chart             | 8                 |
| French Albums Chart              | 12                |
| German Albums Chart              | 2                 |
| Greek International Albums Chart | 5                 |
| Hungarian Albums Chart           | 18                |
| Italian Albums Chart             | 4                 |
| Irish Albums Chart               | 5                 |
| Japanese Albums Chart            | 44                |
| Norwegian Albums Chart           | 12                |
| Polish Albums Chart              | 9                 |
| Swedish Albums Chart             | 10                |
| Swiss Albums Chart               | 3                 |
| UK Albums Chart                  | 6                 |
| U.S. Billboard 200               | 1                 |
| U.S. Top R&B/Hip-Hop Albums      | 1                 |

| País          | Certificación              |
| ------------- | -------------------------- |
| Australia     | 2× platino                 |
| Austria       | Oro                        |
| Bélgica       | Oro                        |
| Canada        | 5× platino                 |
| Dinamarca     | Platino                    |
| Europa        | 3× platino                 |
| Francia       | Platino                    |
| Alemania      | Platino                    |
| Italia        | Platino                    |
| Países Bajos  | 2× platino                 |
| Nueva Zelanda | Platino                    |
| Noruega       | Oro                        |
| Polonia       | Oro                        |
| Suecia        | Platino                    |
| Suiza         | 2× platino                 |
| Reino Unido   | 3× platino                 |
| EE. UU.       | 7× platino[cita requerida] |

## Lanzamiento
| País        | Fecha                   | Sello      |
| ----------- | ----------------------- | ---------- |
| España      | 2001                    |            |
| EE. UU.     | 5 de junio de 2001      | J Records  |
| Canadá      | 26 de junio de 2001     | Sony Music |
| Reino Unido | 23 de julio de 2001     | J Records  |
| Alemania    | 3 de septiembre de 2001 | J Records  |
| Australia   | 3 de septiembre de 2001 | J Records  |
| Japón       | 27 de febrero de 2002   | BMG        |
| Francia     | 29 de octubre de 2002   | J Records  |